# Epidendrum hassleri
Epidendrum hassleri är en orkidéart som beskrevs av Célestin Alfred Cogniaux. Epidendrum hassleri ingår i släktet Epidendrum och familjen orkidéer.
Artens utbredningsområde är Paraguay. Inga underarter finns listade i Catalogue of Life.